# Episodi di Dottor Simon Locke (terza stagione)
La terza stagione della serie televisiva Dottor Simon Locke è stata trasmessa in anteprima in Canada dalla CTV Television Network tra il 10 settembre 1973 e l'11 marzo 1974.
| nº | Titolo originale               | Titolo italiano | Prima TV Canada   | Prima TV Italia |
| -- | ------------------------------ | --------------- | ----------------- | --------------- |
| 1  | Ticket to Nowhere              |                 | 10 settembre 1973 |                 |
| 2  | An Equal Right to Die          |                 | 17 settembre 1973 |                 |
| 3  | The Judas Goat of Ebony Street |                 | 24 settembre 1973 |                 |
| 4  | Star Witness                   |                 | 1º ottobre 1973   |                 |
| 5  | Killing Favors                 |                 | 8 ottobre 1973    |                 |
| 6  | Losers, Weepers                |                 | 15 ottobre 1973   |                 |
| 7  | Body Count                     |                 | 22 ottobre 1973   |                 |
| 8  | Deadly Exchange                |                 | 29 ottobre 1973   |                 |
| 9  | A Very Quiet Street            |                 | 5 novembre 1973   |                 |
| 10 | Kiss and Kill                  |                 | 12 novembre 1973  |                 |
| 11 | Dark Pages                     |                 | 19 novembre 1973  |                 |
| 12 | For an Encore, Murder          |                 | 26 novembre 1973  |                 |
| 13 | Lies                           |                 | 3 dicembre 1973   |                 |
| 14 | Vengeance                      |                 | 10 dicembre 1973  |                 |
| 15 | At the Stroke of Death         |                 | 17 dicembre 1973  |                 |
| 16 | Dangerous Windfall             |                 | 31 dicembre 1973  |                 |
| 17 | Smash Up                       |                 | 7 gennaio 1974    |                 |
| 18 | A Taste of the Sun             |                 | 14 gennaio 1974   |                 |
| 19 | North Light                    |                 | 21 gennaio 1974   |                 |
| 20 | The Importer                   |                 | 28 gennaio 1974   |                 |
| 21 | House Guest                    |                 | 4 febbraio 1974   |                 |
| 22 | Portrait of Florenza           |                 | 11 febbraio 1974  |                 |
| 23 | Man Outside                    |                 | 18 febbraio 1974  |                 |
| 24 | Borrowed Trouble               |                 | 25 febbraio 1974  |                 |
| 25 | A Bagfull of Dreams            |                 | 4 marzo 1974      |                 |
| 26 | A Sound from Edward Sanchez    |                 | 11 marzo 1974     |                 |